# Генріх Дік
Генріх Гергардович Дік (нар. 22 лютого 1955 року в с. Ленінполь, Таласька обл., Киргизстан) німецький прозаїк, поет, драматург, перекладач, журналіст, видавець, громадський діяч. Мешкає в Німеччині. Автор близько 30 книг різних жанрів і багатьох п'єс для підлітків та дітей. Книги та п'єси вийшли також українською. Перекладач книг українських письменників німецькою. Член товариства письменників у землі Шлезвіг-Гольштейн, Німеччина. Член Міжнародної літературно-мистецької академії України. Лауреат Міжнародної літературної премії імені Миколи Гоголя «Тріумф» (Україна, 2020) та Міжнародної літературної премії імені Григорія Сковороди «Сад божественних пісень» (Україна, 2021), лауреат Міжнародного літературно-мистецького конкурсу імені де Рішельє (Україна-Німеччина, найвища нагорода «Діамантовий Дюк», 2021).

## Життєпис
Генрік Дік народився в сім'ї етнічних німців. Його батько працював водієм, а потім був завідувачем гаражу в Казахстані. Мати трудилася в колгоспі і була домогосподаркою.
У 1979 році закінчив Пермський державний університет. Працював адвокатом і юрисконсультом. Публікував статті та гумористичні оповідання в газетах і журналах.
У 1993 р. переїхав до Німеччини. І там з 1998-го активно включився в літературне життя. Редагував і випускав інтернет-видання, очолював громадські організації. У 2010 році заснував видавництво, яке в 2013-му отримало назву «Видавництво Генріха Діка». Видає серії книг німецькою мовою: «Чаша», «Казка сьогодні», «Золоте руно». Ініціював і провів значну роботу з перекладу прози та поезії багатьох авторів з України, Киргизстану, Таджикистану й інших держав. Зокрема, перекладені німецькою та видані книги українських письменників Сергія Вікторовича Дзюби і Михайла Феодосійовича Каменюка. Також Г. Дік надрукував дві книжки казок українських авторів німецькою.
У 2011 році організував проведення міжнародного літературно-мистецького конкурсу «Казка сьогодні», а в 2019 — міжнародного конкурсу «Золотий Grand Німеччини».
Оповідання, вірші, казки, п'єси, гуморески Діка опубліковані німецькою, українською, російською, киргизькою, таджицькою та узбецькою в літературних збірниках Німеччини, України, Білорусі, Росії, Киргизстану, Узбекистану, Таджикистану.
Українське видавництво «Твори» (м. Вінниця) випустило чотири книги прозаїка та драматурга українською. У січні 2019 року в перекладі українського поета Михайла Каменюка побачила світ книга Генріха Діка «Неймовірні пригоди лісової феї Агаї та її друзів». Видання оплатила Вінницька обласна рада, тож майже увесь наклад книги переданий бібліотекам Вінницької, Волинської та Львівської областей.
З 2018 року Г. Дік став головою зареєстрованого в Німеччині товариства «Farben der Kunst» («Барви мистецтва»), членами якого є письменники, художники, журналісти та актори. Товариство видає міжнародний літературно-художній альманах «Барви», який друкується у Вінниці за участю авторів з України.
У 2019 році він був почесним гостем та членом журі міжнародного Вінницького фестивалю «Подільська лялька» (Україна), де відбулася прем'єра його п'єси «Річкова фея Агая».  
Дизайнер книг і дипломів переможців міжнародних конкурсів.

## Творчість
Книги:
- Такі різні жінки: Оповідання. — Німеччина, м. Ідар-Оберштайн: Видавництво «Титул» («Titul»), 2001.
- Червоний клен (Der rote Ahorn): Оповідання німецькою. — Німеччина, м. Лаге: Видавництво «Ліхтцайхен» («Lichtzeichen»), 2006.
- Другий автобан (Die zweite Autobahn): Детективні оповідання німецькою. –Німеччина, г. Лаге: Видавництво «Ліхтцайхен» («Lichtzeichen»), 2007.
- Чужа наречена (Die fremde Braut): Оповідання німецькою.– Німеччина, м. Лаге: — Видавництво Ліхтцайхен («Lichtzeichen»), 2008.
- Капелюшковий ювілей: Гумористичні оповідання. — Німеччина, г. Ерлінгхаузен: Видавництво «Deutsche aus Russland», 2010.
- Агая — річкова фея (Gaya, die Fee des Flusses): казкова повість німецькою. — Німеччина, м. Ерлінгхаузен: Видавництво «Deutsche aus Russland»), 2012.
- Але дощ іще йде! (Aber der Regen ist noch russisch!): Гумористичні оповідання німецькою. — США: «Публікації Зееманна» («Seemann Publishing»),2016.
- Вбивства й інтриги (Morde und Intrigen): Детективні оповідання німецькою. — США: «Публікації Зееманна» («Seemann Publishing»), 2017.
- Фея липня (Июль периси жана моюл): Казки киргизькою. — Киргизстан, Бішкек: Видавництво «Турар», 2017.
- Німець під питанням: Гумористичні оповідання. — Коломна, Росія: Серебро слов, 2017.
- Хто не з нами, повинен померти: Детективні оповідання. — Єкатеринбург, Росія: Издательские решения, 2018.
- Веретено часу: Вірші та казки. — Екатеринбург, Россия: Издательские решения, 2018.
- Другий автобан: Детективні оповідання. — Коломна, Росія: Серебро слов, 2018.
- Кумедні і сумні пригоди російського німця в Німеччині: Гумористичні оповідання українською. — Вінниця, Україна: Твори, 2018[2].
- Неймовірні пригоди лісової феї Агаї та її друзів: Казкові повісті українською. — Вінниця, Україна: Консоль, 2018.
- Де живе щастя: Казки для дітей та дорослих. — Коломна, Росія: Серебро слов, 2018.
- Підступний план (Нақшаи маккорона): Казки для дітей та дорослих, п'єса таджицькою. — Душанбе, Таджикистан: Ірфон, 2019.
- Таємниці чорного замку: П'єси для дітей і підлітків українською. — Вінниця, Україна: Твори, 2019.
- Таємниці чорного замку: П'єси для дітей і підлітків російською. — Коломна, Росія: Серебро слов, 2019.
- Сюрприз до Нового року: Детективні оповідання. — Коломна, Росія: Серебро слов, 2019.
- Міст вічності («Абадият кўприги»): Казки для дітей і дорослих узбецькою. — Душанбе, Таджикистан: Графіка-83, 2020.
- Бій на бобровій фермі: П'єси для дитячих лялькових театрів. — Вінниця, Україна: Твори, 2020.
- Диво продовження: Казки для дорослих і дітей / Українською переклали Наталія Писаренко та Сергій Дзюба. — Київ-Чернігів: Міжнародна літературно-мистецька Академія України; Чернігів: Десна Поліграф, 2021[3].[4]

Вистави:
- Річкова фея Агая, пєса-казка для лялькового театру, Золотий ключик (театр, Вінниця), Україна, 2019[5].

## Відзнаки
- Лауреат Міжнародної літературної премії імені Пантелеймона Куліша (Україна, 2023)
- Лауреат Міжнародної літературної премії імені Миколи Гоголя «Тріумф» (Україна, 2020)[6]
- Лауреат Міжнародної літературної премії імені Григорія Сковороди «Сад божественних пісень» (Україна, 2021)[3].
- Лауреат Міжнародного літературно-мистецького конкурсу імені де Рішельє (Україна-Німеччина, найвища нагорода «Діамантовий Дюк», 2021).
- Посол миру — лауреат Міжнародної літературної премії миру (Німеччина-США, 2021).
- Нагороджений медаллю імені Антона Чехова за випуск книжкових серій «Казка сьогодні» і «Чаша» німецькою мовою (Росія, 2012).
- Нагороджений медаллю імені Льва Толстого за високу літературну майстерність (Росія, 2016).